# Anouk Purnelle-Faniel
Anouk Purnelle-Faniel (* 5. Januar 1995) ist eine kanadische Freestyle-Skierin. Sie startet in der Disziplin Slopestyle.

## Werdegang
Purnelle-Faniel nimmt seit 2012 an Wettbewerben der AFP World Tour teil. Dabei holte sie in der Saison 2013/14 bei The North Face Park and Pipe Open Series in Whistler und bei der Dew Tour im Sun Peaks Resort ihre ersten Siege. Bei den Winter-X-Games 2015 in Aspen wurde sie Siebte. Im Freestyle-Skiing-Weltcup debütierte sie im Februar 2015 in Park City und belegte dabei den vierten Platz. In der Saison 2015/16 siegte sie bei der Canadian Open Tour in Stoneham und bei der Step Up Tour in Le Relais. Im Januar 2017 erreichte sie in Font Romeu mit dem dritten Platz ihre erste Podestplatzierung im Weltcup. Bei den Freestyle-Skiing-Weltmeisterschaften 2017 in Sierra Nevada wurde sie Zehnte im Slopestyle.